# Corpus Antiquissimorum Poetarum Poloniae Latinorum
Corpus Antiquissimorum Poetarum Poloniae Latinorum (CAPPL) – seria wydawnicza podjęta w 1887 przez Akademię Umiejętności. Była tworzona pod kierownictwem Kazimierza Morawskiego.
Miała obejmować twórczość polskich poetów piszących po łacinie, żyjących w XV i XVI wieku. Tom pierwszy nie ukazał się; tomy 2-5 obejmowały twórczość Pawła z Krosna, Jana z Wiślicy, Piotra Roizjusza, Andrzeja Krzyckiego i Mikołaja Hussowczyka. Ich opracowaniem zajęli się: Bronisław Ignacy Kruczkiewicz, Kazimierz Morawski i J. Pelczar. W 1930, w tomie 6, wydano twórczość Klemensa Janickiego (oprac. Ludwik Ćwikliński). Tom siódmy, obejmujący twórczość Jana Dantyszka wydano w 1950. 
Wraz z wznowieniem Biblioteki Pisarzów Polskich program CAPPL włączono do serii B Biblioteki, tym samym rezygnując z odrębności wydawnictw CAPPL.